# Hermann Korbion
Hermann Korbion (* 18. Juni 1926 in Sobernheim bei Bad Kreuznach; † 6. August 1999) war ein deutscher Richter und Rechtswissenschaftler. Er hat das deutsche private Baurecht im ausgehenden 20. Jahrhundert als dessen Vordenker maßgebend geprägt.

## Leben
Korbion wurde am 18. Juni 1926 als Sohn einer angesehenen Handwerkerfamilie in Sobernheim bei Bad Kreuznach im Rheinland, nur wenige Wochen vor der Einführung der „Reichsverdingungsordnung für Bauleistungen“ (später: Verdingungsordnung für Bauleistungen, VOB) geboren. Nach dem Abitur 1948 und der Beendigung einer Schreinerlehre begann er mit dem Studium der Rechtswissenschaften und schlug danach ab 1958 die Richterlaufbahn ein, die ihn bis an die Spitze des Bausenats beim Oberlandesgericht Düsseldorf als dessen Vorsitzender (1975–1991) führte. Zudem war er Honorarprofessor für Baurecht an der Universität Hannover.
Von besonderer Bedeutung ist der von Korbion seit 1960 herausgegebene „Ingenstau/Korbion“ (2008 in 16. Aufl., fortgeführt von Vygen/Locher vorliegend), die in der Praxis bedeutsamste Kommentierung der VOB. Hermann Korbion war auch Mitbegründer der Zeitschrift Baurecht (BauR) und bis zu seinem Tode deren Mitherausgeber.
Unter dem Titel „Gedanken eines «Entwicklungshelfers» zum deutschen Bauvertragsrecht“ formulierte Korbion in der Festschrift für Götz von Craushaar („Dem Baurecht ein Forum“) im Jahre 1997, zwei Jahre vor seinem Tod  am 6. August 1999, sein baurechtliches Vermächtnis. Korbion galt als ein Visionär hinsichtlich einer gerechten Bauwelt, in der sowohl die Auftraggeber- wie die Auftragnehmerseite jeweils nicht nur den eigenen Profit im Auge, sondern darüber hinaus auch das Bestreben haben sollte, eine „gemeinsame Sache“ zu  machen.

## Ehrungen
- 1985: Verdienstkreuz am Bande der Bundesrepublik Deutschland
- 1990: Großes Verdienstkreuz der Bundesrepublik Deutschland

## Werke (Auswahl)
- Ingenstau/Korbion, 1. – 13. Auflage, 1960–1998, Werner Verlag
- Korbion/Scherer, Gesetzliches Bauhaftungsrecht – Bauliches Nachbarrecht, 1964, Werner Verlag